# Fujishock
Fujishock – określenie opartej na założeniach neoliberalizmu polityki gospodarczej Peru w okresie sprawowania urzędu prezydenta przez Alberto Fujimoriego; część ogólnej koncepcji politycznej określanego jako fujimorizm.

## Okoliczności wprowadzenia politykiFujishock
W czasie zwycięskiej dla siebie kampanii wyborczej przed wyborami prezydenckimi w 1990 Alberto Fujimori nie prezentował spójnej polityki gospodarczej. Do neoliberalnych rozwiązań ekonomicznych został przekonany już po objęciu urzędu, prawdopodobnie przez związanych z wojskowymi służbami specjalnymi twórców Planu Rządzenia (Planu Verde). W 1990 sytuacja ekonomiczna Peru była bardzo zła – znaczny procent społeczeństwa żył w ubóstwie, budżet państwa nie był zrównoważony, brakowało funduszy na spłatę długu zagranicznego, trwała hiperinflacja. Neoliberalne reformy, inspirowane konsensusem waszyngtońskim i podobną polityką prowadzoną już przez kilka państw Ameryki Łacińskiej, były sugerowane przed 1990 także przez najpoważniejszego kontrkandydata Fujimoriego w wyborach prezydenckich – Mario Vargasa Llosę i jego polityczne zaplecze.
W lipcu 1990, w czasie wizyty prezydenta elekta Fujimoriego w Japonii i Stanach Zjednoczonych dowiedział się on, że brak reform w Peru (w tym nieopanowanie inflacji) doprowadzi do ostatecznego wykluczenia kraju z międzynarodowej wspólnoty finansowej, kraj nie otrzyma również żadnej pomocy zagranicznej. W związku z tego typu naciskami oraz przyjęciem przez Fujimoriego założeń Planu Rządzenia jako własnej platformy politycznej 8 sierpnia 1990 ogłoszony został radykalny program reform, idący jeszcze dalej, niż przewidywali neoliberalni zwolennicy Vargasa Llosy w wyborach prezydenckich. Z tego powodu program stabilizacyjny zyskał potoczną nazwę Fujishock.

## Założenia planu stabilizacyjnego
Głównym autorem planu był minister gospodarki Juan Hurtado Miller, zaś podstawowym jego celem – wprowadzenie dyscypliny monetarnej i podatkowej oraz radykalna redukcja deficytu budżetowego. Fujishock zakładał również całkowite uwolnienie cen, wzrost cen paliw o 3000%, modyfikacje taryf celnych i ich ustalenie na poziomie między 10 a 50% (dla dóbr importowanych), radykalne ograniczenie ograniczeń związanych z wwozem przedmiotów do Peru, zniesienie ograniczeń przepływu kapitału zagranicznego, reforma podatkowa, w tym zawieszenie wszystkich ulg i ustalenie poziomu podatku od sprzedaży na 14%, ograniczenie pożyczek na preferencyjnych warunkach dla rolnictwa, podwyższenie płacy minimalnej o 300% i wypłatę dodatkowej rekompensaty w wysokości jednej miesięcznej pensji dla każdego pracownika.
Wzrost cen produktów wytwarzanych w firmach państwowych połączony z uwolnieniem cen w sektorze prywatnym miał uruchomić mechanizm samoregulacji rynkowej, dostarczyć rządowi niezbędnych dochodów i powstrzymać proces zadłużania się kraju w Banku Centralnym.

## Efekty
Wbrew założeniom twórców, Fujishock nie przyniósł natychmiastowych efektów. W pierwszych miesiącach po jego wdrożeniu nie zahamowano spadku PKB ani nie zlikwidowano inflacji. Protesty społeczne przeciwko programowi były niewielkie.
W lutym 1991, gdy dla utrzymania stabilności gospodarki niezbędny okazał się nowy wzrost cen oraz wynagrodzeń, Alberto Fujimori wprowadził na stanowisko ministra gospodarki przedsiębiorcę Carlosa  Boloñę Behra, również zwolennika wolnego rynku. Podniósł on podatki, działał na rzecz usunięcia strukturalnych przeszkód utrudniających gospodarczą stabilizację państwa i na rzecz osiągnięcia budżetowej równowagi. Zredukowano również taryfy celne i podjęto szeroko zakrojony proces prywatyzacji. Nowy minister osiągnął porozumienie z MFW, uzyskując poparcie dla reform w Peru.
Wbrew zapowiedziom rządowym, fujishock nie wiązał się z programem walki z ubóstwem. Choć między rokiem 1991 a 1997 spadła liczba żyjących w ekstremalnym ubóstwie (z 26,7% społeczeństwa do 14,7%), to ogólny wskaźnik biedy nadal utrzymywał się na poziomie 50%. W ocenie Piotra Łacińskiego fujishock nie przełożył się na podniesienie poziomu przeciętnego mieszkańca Peru ani na radykalne zmiany w strukturze społecznej. Ponadto wobec ogólnego wzrostu liczby mieszkańców kraju, w liczbach bezwzględnych liczba żyjących w ubóstwie wzrosła.
Między rokiem 1990 a 1996 w Peru zmalała śmiertelność urodzeń (z 62 na tysiąc do 43 na tysiąc), ilość mieszkań bez wody (z 40% do 33%) i prądu (z 43% do 35%). Ostatecznie zwalczona została hiperinflacja, a Peru stało się wiodącym krajem latynoamerykańskim pod względem inwestycji zagranicznych. Wzrósł również wskaźnik PKB i płace realne. Nadal na niskim poziomie funkcjonowały służba zdrowia i system edukacji, zaś modernizacja gospodarki zwiększyła rozdźwięki społeczne. Rynek pracy w Peru stał się mniej stabilny, zwiększyła się nieformalność zatrudnienia.